# Національний парк Емас
Національний парк Емас (порт. Parque Nacional das Emas) — національний парк в бразильських штатах Гояс і Мату-Гросу-ду-Сул. Парк був заснований 11 січня 1961 року наказом президента Жуселіну Кубічека, і з 2001 року внесений до списку Світової спадщини ЮНЕСКО.
Парк займає площу 1326 км², охоплюючи ділянку екорегіону серрадо.